# 黄宽胸蝇虎
黄宽胸蝇虎（学名：Rhene flavigera）为跳蛛科宽胸蝇虎属的动物。分布于越南、苏门答那以及中国大陆的湖南、福建、广西等地。